# Estadio Centenario (Montevideo)
Das Estadio Centenario ist das größte Fußballstadion in der uruguayischen Hauptstadt Montevideo. Es war unter anderem Spielstätte der Fußball-Weltmeisterschaft 1930. Die ursprüngliche Kapazität von etwa 100.000 Zuschauern musste inzwischen aus Sicherheitsgründen auf 60.235 Plätze reduziert werden.

## Geschichte

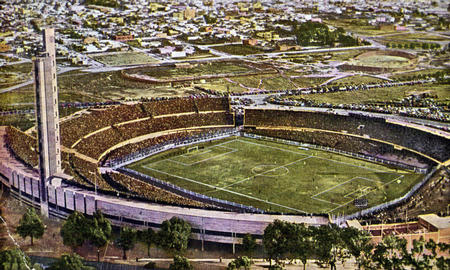
Luftaufnahme aus dem Jahr 1930

Das Centenario liegt an der Avenida Américo Ricaldoni und der Avenida Federico Vidiella im Barrio Parque Batlle. Es wird von der uruguayischen Nationalmannschaft sowie den Klubs Nacional Montevideo und Peñarol Montevideo benutzt. Der Name des Stadions wurde aufgrund der 100-Jahr-Feiern der Unabhängigkeit Uruguays gewählt. Es wurde am 18. Juli 1930 mit dem WM-Spiel Uruguay gegen Peru eröffnet (1:0), genau 100 Jahre nach dem Verfassungsschwur, der Verabschiedung der ersten Verfassung im Rahmen der Unabhängigkeit Uruguays (Jura de la Constitución).
Das Stadion wurde vom Architekten Juan Antonio Scasso geplant. Der Baubeginn war am 21. Juli 1929. Es wurde in der Rekordzeit von sechs Monaten fertiggestellt. Architektonisch ist es der Moderne (arquitectura moderna) zuzuordnen und gilt weltweit als das erste Stadion, das in seine landschaftliche Umgebung eingepasst ist und wird insoweit als einzigartig beschrieben. Architekt Juan Antonio Scasso konstruierte es so, dass das Spielfeld unterhalb der Geländeoberfläche abgesenkt angelegt wurde. Mit dem Torre de los Homenajes ist ein Teil der Konstruktion jedoch weithin sichtbar. Das Stadion ist in vier Bereiche aufgeteilt, die Tribunas Olimpica, Colombes, America und Amsterdam. Die Namen der Tribunas erinnern an die Orte der größten Erfolge der Fußballnationalmannschaft Uruguays.
Das Stadion war bis jetzt viermal Austragungsort der Campeonato Sudamericano beziehungsweise der Copa América (1942, 1956, 1967, 1995), und in jedem Jahr gewann Uruguay den Titel des Südamerikameisters, ohne ein einziges Spiel im Centenario zu verlieren. Selbst Brasilien konnte bisher nur zwei von 20 Begegnungen in diesem Stadion für sich entscheiden. Auch im Finale der Fußball-Weltmeisterschaft 1930 gewann Uruguay gegen Argentinien mit 4:2 und sicherte sich damit den Titel des ersten Fußball-Weltmeisters. Die deutsche Fußballnationalmannschaft hat dagegen bei ihren beiden bisherigen Auftritten eine makellose Bilanz gegen Uruguay im Centenario. Am 8. Juni 1977 gewann das deutsche Team mit 2:0 und am 20. Dezember 1992 mit 4:1. Allerdings verlor Deutschland bei der Mundialito 1980/81 hier seine beiden Spiele (1:2 gegen Argentinien und 1:4 gegen Brasilien). Neben Fußballspielen werden auch Konzerte im Stadion veranstaltet.
Das Estadio Centenario wurde am 18. Juli 1983 von der FIFA zum bisher einzigen Weltfußballmonument (Monumento Histórico del Fútbol Mundial) erklärt. Im Erdgeschoss des Torre de los Homenajes befindet sich ein Fußballmuseum mit u. a. Exponate zur Fußball-Weltmeisterschaft 1930 und Fußball-Weltmeisterschaft 1950, dem olympischen Fußballturnier 1924 und dem olympischen Fußballturnier 1928, bei denen Uruguay jeweils den Sieger stellte. Seit 1995 ist das Estadio Centenario als Bien de Interés Municipal klassifiziert.

## Tribünen
Das Centenario bietet momentan auf seinen vier Tribünen insgesamt 60.235 Plätze an.
- Tribuna América: 10.750 Plätze, Haupttribüne, West
- Tribuna Olímpica: 21.648 Plätze, Gegentribüne, Ost
- Tribuna Amsterdam: 13.923 Plätze, Hintertortribüne, Süd
- Tribuna Colombes: 13.914 Plätze, Hintertortribüne, Nord

## Galerie

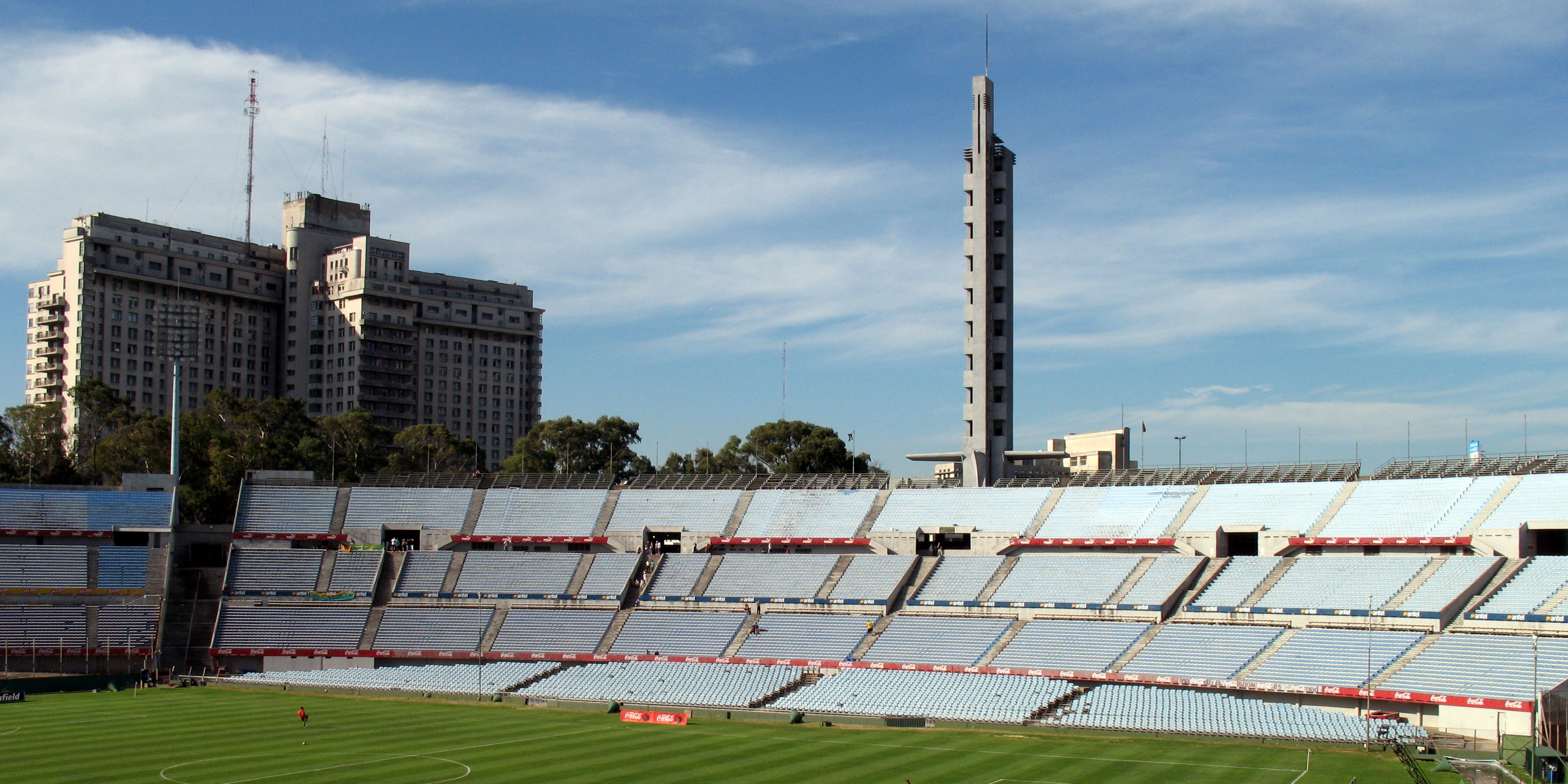
Tribuna Olimpica
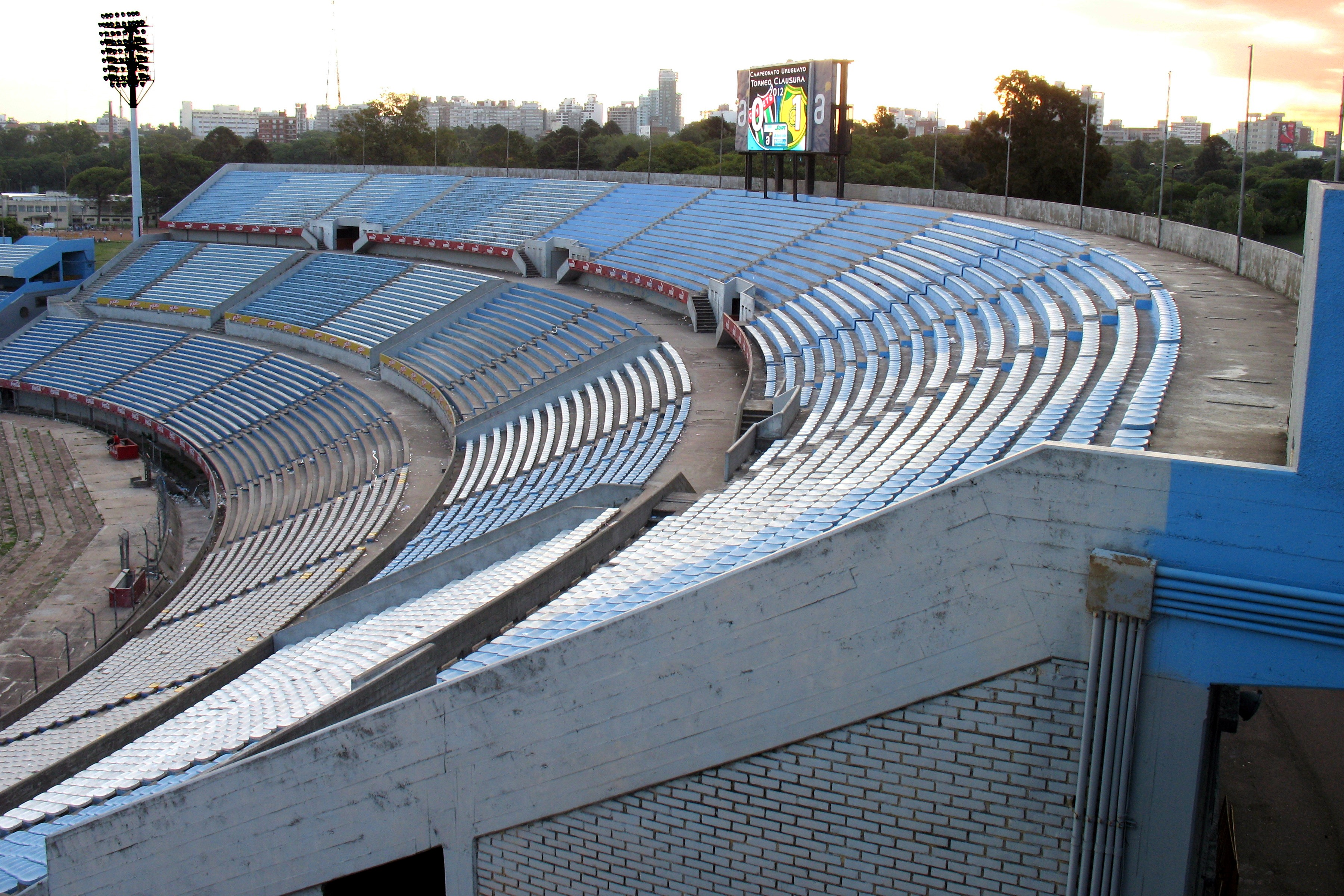
Tribuna Colombes
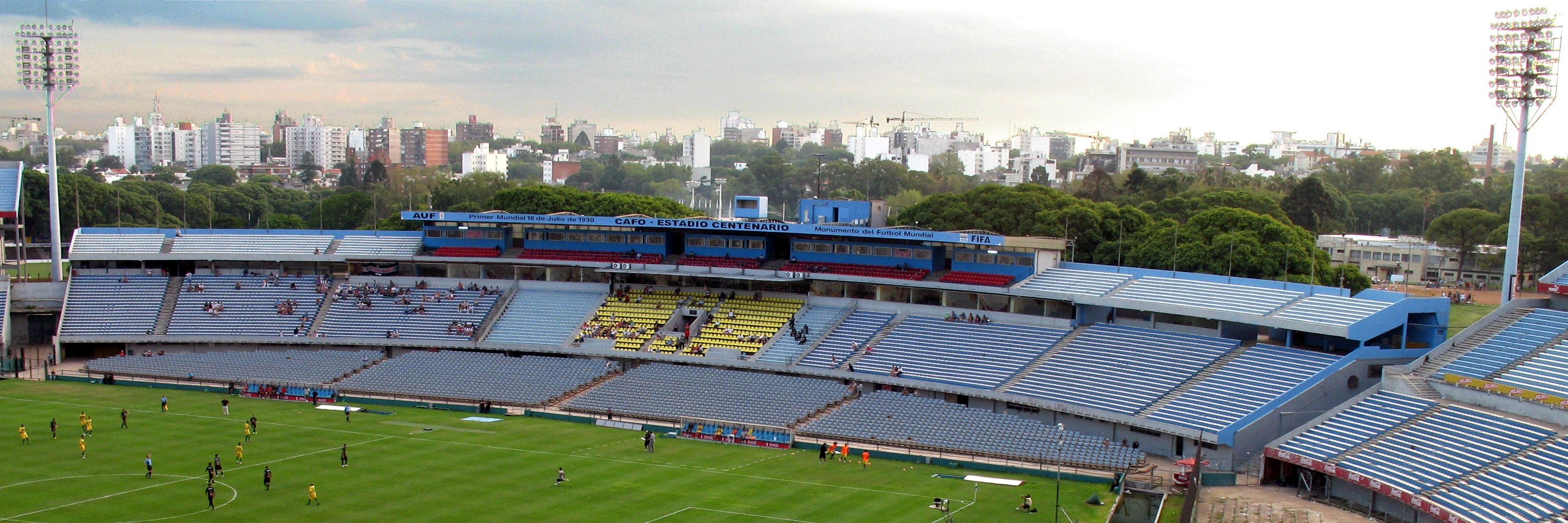
Tribuna America
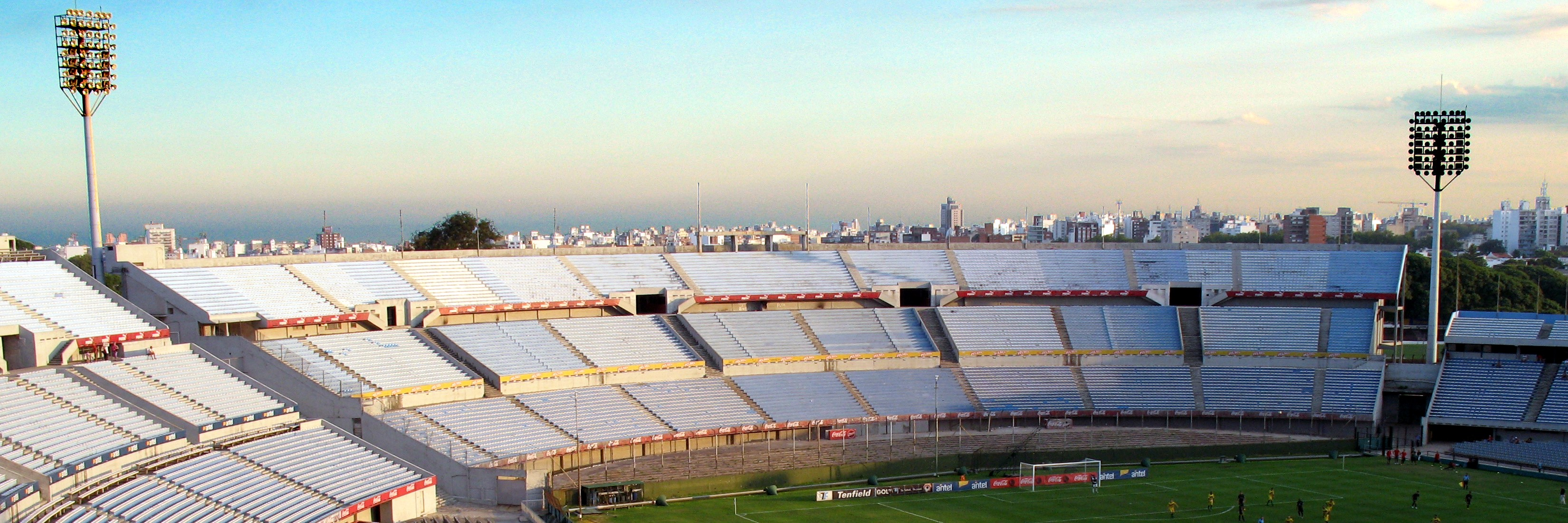
Tribuna Amsterdam
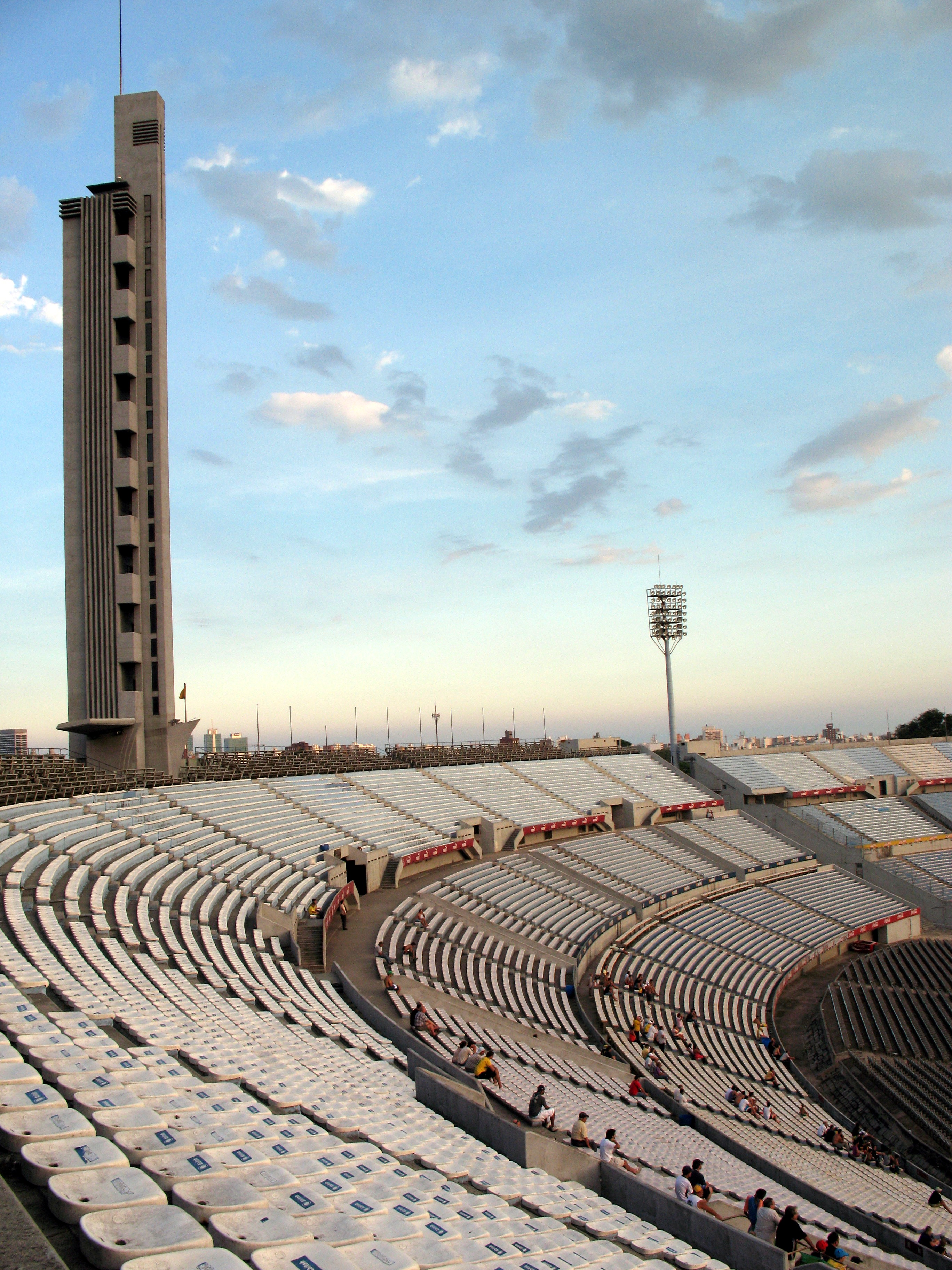
Torre de los Homenajes
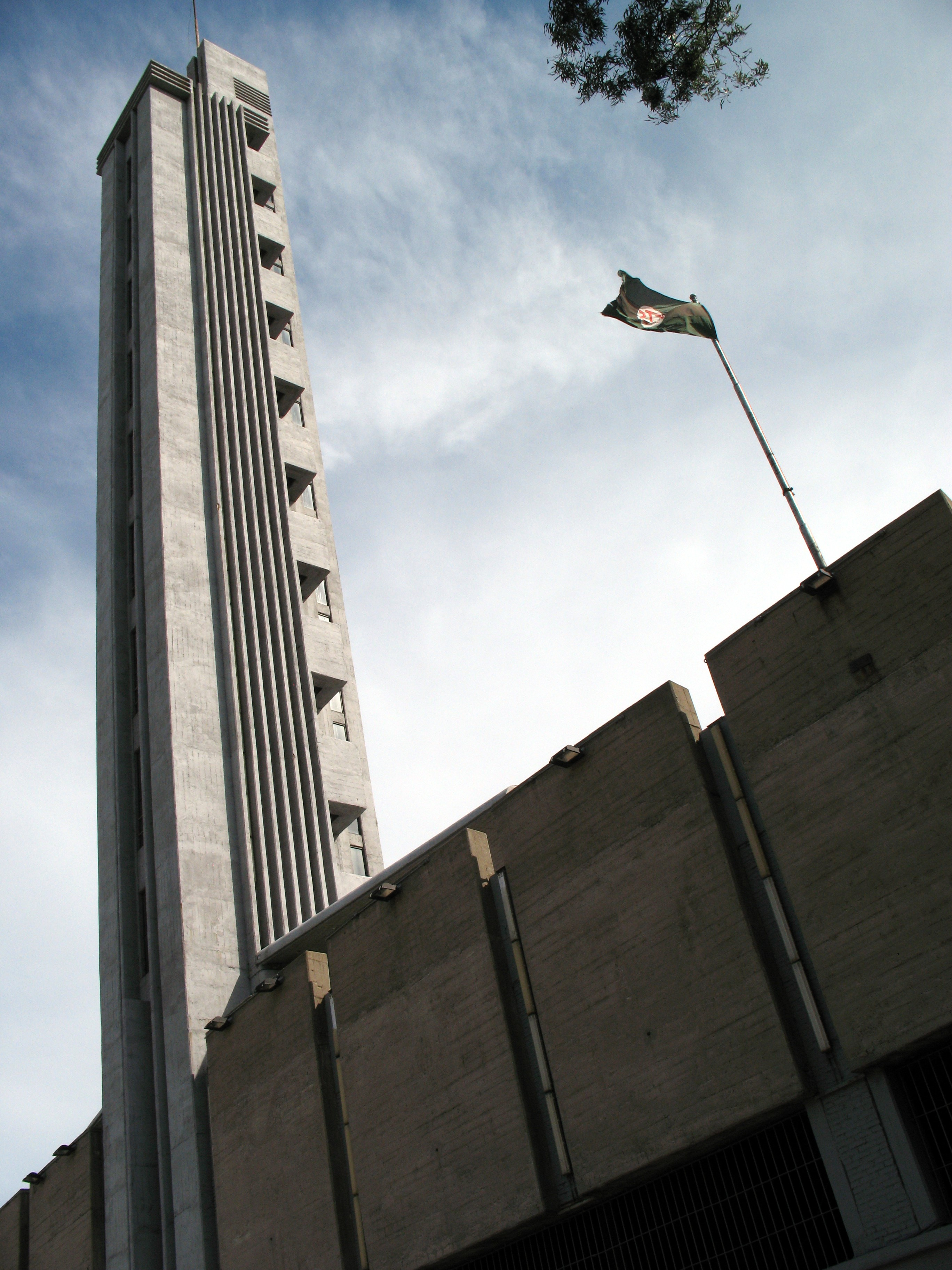
Torre de los Homenajes